# Tatiana Farnese
Tatiana Farnese, nome d'arte di Tatiana Idonea (Roma, 19 aprile 1924 – Roma, 31 gennaio 2022), è stata un'attrice italiana.

## Biografia
Terminati gli studi con il diploma di scuola tecnica, essendo molto fotogenica decise di partecipare ad alcuni provini presso case di produzione cinematografiche: venne scelta per una piccola parte nel film Ore 9 lezione di chimica, diretto da Mario Mattoli dove interpretò la parte di una studentessa.
L'anno successivo sarà Vittorio De Sica a scritturarla per Un garibaldino al convento. Per lei inizia così una discontinua carriera cinematografica che si prolungherà per circa settant'anni, ma con uno scarno numero di pellicole.
Nel teatro iniziò a recitare con Anton Giulio Bragaglia nella Compagnia del "Teatro delle Arti" di Roma, in parti di attrice brillante, per poi passare al teatro di rivista con Anna Magnani e Garinei e Giovannini.
Più frequenti le sue apparizioni in televisione Rai sino a partire dall'inizio delle trasmissioni regolari nel gennaio 1954, partecipando a commedie e sceneggiati tipici degli anni 50/60.
Lavorò saltuariamente anche alla Radio Rai in trasmissioni locali di Radio Roma nella "Compagnia del Teatro Comico" in programmi domenicali come Radio Campidoglio e Campo de' Fiori, diretti da Giovanni Gigliozzi; raramente chiamata per lavori di doppiaggio, disponeva però di una buona inflessione romana per doppiare attrici che non avevano dimestichezza con quel dialetto.
Alternò la sua attività di attrice con quella di pittrice e scultrice con buon successo.
Nel 2004 pubblica la sua autobiografia intitolata È meglio riderci su (fotogrammi di una vita), mentre la sua ultima apparizione avviene nel documentario Alida di Mimmo Verdesca (2020), dedicato alla vita di Alida Valli.

## Filmografia

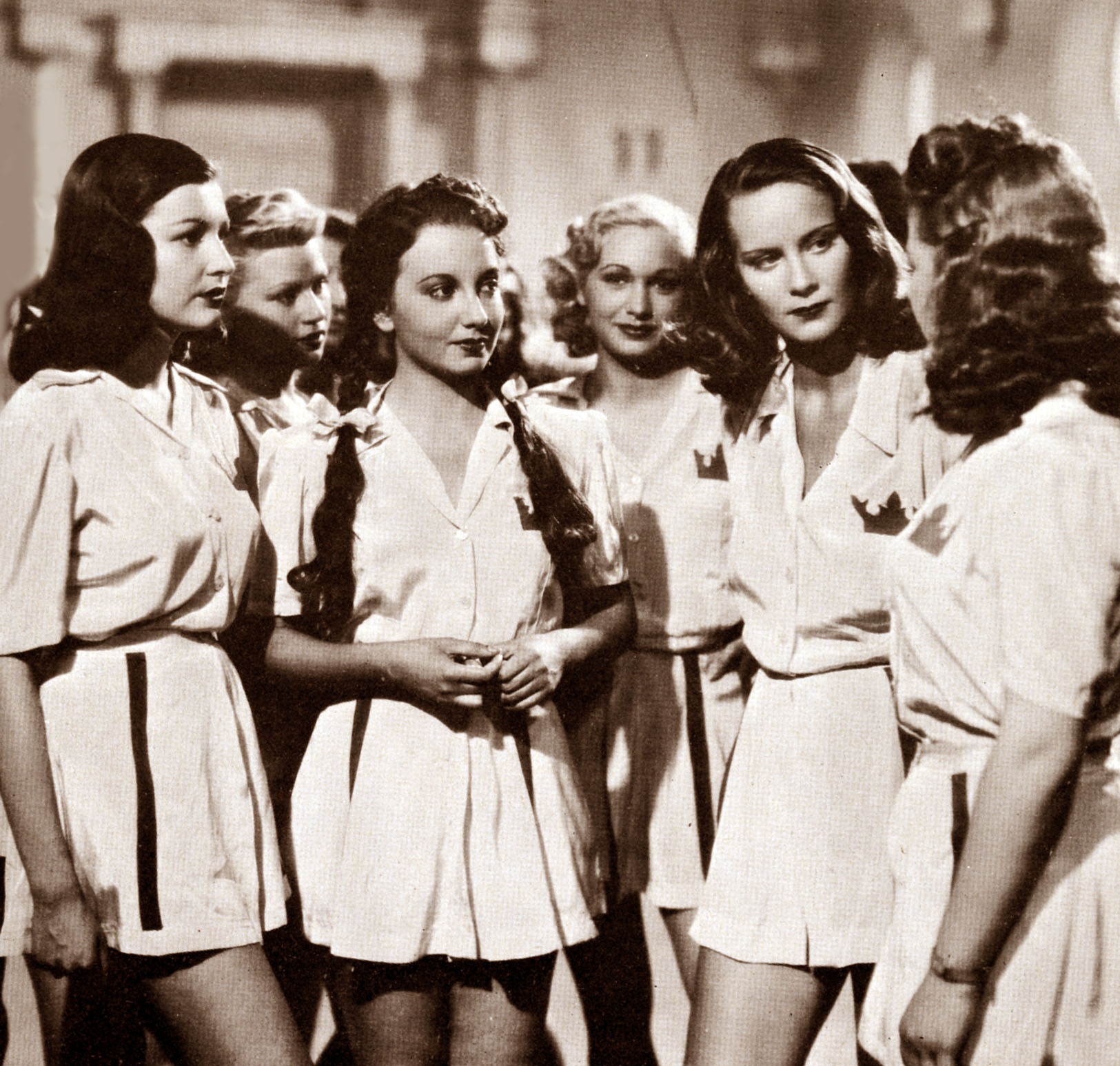
Da sinistra Tatiana Farnese, Bianca Della Corte e Alida Valli in Ore 9: lezione di chimica

- Ore 9: lezione di chimica, regia di Mario Mattoli (1941)
- Un garibaldino al convento, regia di Vittorio De Sica (1942)
- Le signorine della villa accanto, regia di Gian Paolo Rosmino (1942)
- La Gorgona, regia di Guido Brignone (1942)
- Dove andiamo, signora?, regia di Gian Maria Cominetti (1942)
- La donna del peccato, regia di Harry Hasso (1942)
- Incontri di notte, regia di Nunzio Malasomma (1943)
- Abenteuer im Grandhotel, regia di Ernst Marischka (1943)
- In due si soffre meglio, regia di Nunzio Malasomma (1943)
- In cerca di felicità, accreditata come Tina Farnese, regia di Giacomo Gentilomo (1944)
- Voglio bene soltanto a te!, non accreditata, regia di Giuseppe Fatigati (1946)
- Sangue a Ca' Foscari, regia di Max Calandri (1946)
- Il folle di Marechiaro, regia di Roberto Roberti (1950)
- Il conquistatore d'Oriente, regia di Tanio Boccia (1960)
- Giovanni Senzapensieri, regia di Marco Colli (1986)
- Caldo soffocante, regia di Giovanna Gagliardo (1991)
- Nestore, l'ultima corsa, regia di Alberto Sordi (1994)
- Tutta la vita davanti, regia di Paolo Virzì (2008)
- Tre giorni dopo, regia di Daniele Grassetti (2013)
- Alida, regia di Mimmo Verdesca (2020)

## Il varietà teatrale
- Cantachiaro n. 2, di Garinei e Giovannini, Franco Monicelli e Italo De Tuddo, regia di Oreste Biancoli, prima al Teatro Quattro Fontane di Roma il 17 maggio 1945.

## Il varietà radiofonico Rai
- Due parole e tanta musica, con le orchestre Angelini, Fragna, e Franco Chiari, presentato da Tatiana Farnese e Corrado, trasmessa il 2 giugno 1957.

## Prosa radiofonica Rai
- La palla, di Carlo Fruttero, regia di Pietro Masserano Taricco, trasmessa il 24 marzo 1954
- Daniele fra i leoni, di Guido Cantini, regia di Anton Giulio Majano, trasmessa il 20 dicembre 1955.
- La moglie dell'altro e il marito sotto il letto, Fiodor Dostoevskij, regia di Nino Meloni, trasmessa il 28 novembre 1956

## Prosa televisiva Rai
- Daniele fra i leoni, regia di Anton Giulio Majano, trasmessa il 14 ottobre 1955.
- Primo amore, regia di Guglielmo Morandi, trasmessa il 22 ottobre 1958.
- Carlo Alberto, regia di Macario e Lino Procacci, trasmessa il 13 agosto 1959.
- Cavalcata a mare, regia di Mario Landi, trasmessa il 15 dicembre 1959.
- La bella avventura, regia di Mario Landi, trasmessa il 27 aprile 1962.
- A casa prima di cena, originale televisivo di Alfio Valdarnini, regia di Flaminio Bollini, trasmesso il 30 giugno 1963